# Río Ivón
El río Ivón es un río de Bolivia, ubicado en la región de la Amazonía, en la zona norte del país. El río Ivón forma parte de la cuenca del Amazonas, y discurre dentro del departamento del Beni.
Un estudio indica que el agua del río Ivón transporta en sus aguas contenidos altamente potásicos cambiando a sodio, sin calcio y con bajo contenido de magnesio.